# Chi sei?
Chi sei? è un film del 1974 diretto da Ovidio G. Assonitis (con lo pseudonimo di O. Hellman) e con protagonista Gabriele Lavia.
La storia del film è fortemente debitrice da quella del film L'esorcista del 1973 di cui può essere considerato un epigono italiano.

## Trama
La tranquillità della vita domestica di Jessica e Robert Barrett, discografico, e dei loro due bambini viene sconvolta quando Jessica comincia a comportarsi in maniera stranaː si tratta di una gravidanza imprevista, il cui decorso è del tutto anomalo, poiché il feto, sviluppandosi a un ritmo abnorme, causa alla donna i fenomeni tipici della possessione diabolica.
A Robert, allora, si presenta allora un certo Dimitri, che dichiara di essere stato il primo amore di Barbara e che ha il potere di guarirla; tuttavia, l'uomo è solo la temporanea materializzazione del vero Dimitri, morto anni prima in un incidente d'auto, che aveva stretto un patto col diavolo, che gli ha promesso di reincarnarlo nel nuovo figlio di Jessica.
Ma il demonio, tuttavia, non mantiene la promessa, poiché il bimbo nasce mortoː allora Dimitri scompare per sempre e Jessica riacquista la sua serenità.

## Produzione
Il film è stato girato per gli interni negli stabilimenti Incir-De Paolis di Roma mentre gli esterni furono realizzati a San Francisco.

## Distribuzione
Il film venne distribuito nel circuito cinematografico italiano il 21 novembre del 1974, a poche settimane di distanza dall'uscita de L'esorcista (che in Italia era arrivato nei cinema il precedente 4 ottobre), al quale il film s'ispirava.
Negli Stati Uniti arrivò nelle sale a partire dal 2 maggio del 1975, con il titolo Beyond The Door.
Fu distribuito anche in Francia il 30 luglio del 1975 con il titolo Le Démon aux tripes.

## Accoglienza
Non tanto in Italia (dove ebbe incassi molto modesti) quanto negli Stati Uniti il film riscosse un notevole successo di pubblico, incassando 7 milioni di dollari di allora, a fronte di un budget di appena 700 milioni di lire (350.000 dollari).
A livello mondiale il film incassò in totale 15 milioni di dollari dell'epoca.

## Casi mediatici
Proprio il successo ottenuto dal film negli Stati Uniti, attirò l'attenzione della Warner Bros., che citò in giudizio la FVI, la A. Erre Cinematografica e la Montoro Productions Ltd., le tre società produttrici del film, accusandole per l'appunto di aver plagiato L'esorcista; tale causa si concluse con la vittoria della major statunitense, che però non chiese il ritiro di Chi sei? dalle sale cinematografiche, bensì, visti gli inaspettati incassi registrati negli States, che le fosse riconosciuta metà dei proventi realizzati dalla pellicola nei cinema nord-americani, e della successiva vendita dei diritti per i suoi futuri passaggi televisivi negli USA.

## Opere correlate
Nel 1979 i distributori americani fecero uscire il film Schock di Mario Bava con il titolo Beyond The Door II proprio per sfruttare il successo ottenuto da questo film. Del 1989 è, invece, il film Beyond the Door III, diretto da Jeff Kwitny, che, come il film precedente, non ha nulla a che fare con il film Chi sei? e che è stato distribuito anche in Italia con il titolo Il treno.